# Melanina Carioca
Melanina Carioca é um grupo brasileiro, formado em 2009 no Vidigal, Rio de Janeiro. Originalmente o grupo foi formado por David dos Santos, Jefferson Brasil (JB), Jonathan Azevedo, Jonathan Haagensen, Luiz Otavio, Marcello Melo, Micael Borges, Roberta Rodrigues e Roberta Santiago. A última formação tem como integrantes Lucas Pizane, Raquele Cardozo, Wic Tavares, Voz Martin e Ananda.

## Carreira

### 2009–12: Formação e primeiros anos
O grupo Melanina Carioca nasceu da junção de três outras bandas, formadas em diferentes épocas no morro do Vidigal, Rio de Janeiro em 2009. O projeto de hip hop "Família Luk" foi um dos primeiros a nascer, idealizado pelo ator Jonathan Haagensen e pelo músico David dos Santos. Somaram-se ao grupo outros atores formados pelo grupo teatral "Nós do Morro": Micael Borges (Mika), Marcello Melo Jr., Jonathan Azevedo, Jefferson Brasil (JB) e Luiz Otávio. Direto do Vidigal no Rio de Janeiro, o grupo leva aos palcos uma envolvente mistura de hip hop, funk carioca, sambalanço, pagode e MPB. União de ritmos que cresceu e se moldou a cada um dos mais de 20 shows mensais do Norte ao Sul do Brasil, marcados por muita interação entre os artistas e o público. David dos Santos, que já tinha uma banda de sambalanço chamada "Pegada da Malásia", foi convidado a fazer um show de recepção para o amigo Jonathan Haagensen, que voltava ao Vidigal após três meses de ausência, depois de participar do reality show, "A Fazenda". Subiu em um palco acompanhado de um novo grupo vocal, o "Fina Flor", depois denominado "Linda Flor", formado pelas atrizes Roberta Rodrigues, Cintia Rosa, Sabrina Rosa e Roberta Santiago. Para completar, juntaram-se a eles os integrantes da "Família Luk". O encontro deu tão certo que virou projeto. Desde setembro de 2009, o grupo se apresentara na boate carioca "Melt", no Leblon, e já realizara inúmeros shows no Rio de Janeiro. Entre eles, uma apresentação no Maracanãzinho para aproximadamente 5 mil jovens pelo projeto "Levanta a Cabeça". Caiu nas graças dos jovens ao ser escolhida, por enquete realizada em escolas, para fazer o show de abertura das Olimpíadas Escolares 2010.
Com um público fiel desde 2009, a turma já dividiu palco com outros grandes artistas em seus shows, como Caetano Veloso, Seu Jorge, Marcelo D2, Sandra de Sá, Grupo Revelação e Flora Matos. Até nos dias de hoje, o "Melanina Carioca" faz parte do casting da "WFA Eventos", no Rio de Janeiro. Requisitada para eventos culturais e de moda, fez apresentações na festa de encerramento do "Festival Internacional de Curtas do Rio de Janeiro", no Cine Odeon, no "Festival Gastronômico de O Globo", e na edição de inverno 2010 do Fashion Rio, no Pier Mauá, no lançamento do filme 400x1, na Vila Daslu, em São Paulo, e também dos eventos "Hip Hop Celebra", na Cinelândia, e da "Semana da Consciência Negra", na Praça XV. Em dezembro de 2010, se apresentou na entrega do Prêmio Brasil Olímpico, realizado pelo Comitê Olímpico do Brasil na casa de shows Vivo Rio. E em 1º de junho de 2011, o grupo lançara o primeiro single de trabalho, a canção "Deixa Se Envolver".

### 2013–14:Ao Vivoe#VemDançar
Em 23 de janeiro de 2013, o "Melanina Carioca" participou do programa "Encontro" com Fátima Bernardes e no dia 25 de agosto, participou do programa "Esquenta!", também da Rede Globo. Os integrantes contaram um pouco da trajetória do grupo e cantou o single "Deixa se Envolver". Ainda em 2013, foi disponibilizado, apenas em formato digital e independentemente de gravadora, a Demo "Melanina Carioca Ao Vivo", um material gravado ao vivo, apenas em áudio, sendo liberado como um experimento ao vivo do grupo no palco. Do material foi tirado o single-promocional "Pros Amigos". Outra demo, "Melanina Carioca Tour 2014", foi distribuída em 2014 nas tardes de autógrafos e shows do grupo, também mostrado em uma entrevista no programa "Agora É Tarde", com Rafinha Bastos. Em 26 de agosto de 2014, Marcello Melo Jr., postou uma foto dele no estúdio da Deckdisc, gravando com o grupo a nova música de trabalho, "Me Pega". Lançada em 16 de dezembro de 2014, como single-promocional.
Em 16 de dezembro de 2014, o grupo lançou o "#VemDançar", primeiro álbum de estúdio. O álbum é exclusivo no formato digital, lançado pela Deckdisc no iTunes. Com dez faixas, incluindo os já sucessos "Deixa se Envolver" e "Vem Dançar", o álbum conta ainda com a participação especial do cantor Belo na faixa "Volta". Além dos diversos sucessos próprios, como "Deixa Se Envolver", "Frente pro Mar", "Aquela Gata", e a "Vem Dançar" – clipe exibido diariamente no canal Multishow em 2014 - o grupo faz uma homenagem a outros músicos brasileiros, com versões exclusivas e cheias de swing. Completam o repertório letras como "Olhos Coloridos", Sandra de Sá; "Mar de Gente", O Rappa; "Salve Jorge", Seu Jorge; "Sina", Djavan, e "Ai, Se eu te Pego", Michel Teló. Em 25 de janeiro de 2015, a "Burn On Stage", no Guarujá, palco de grandes eventos e shows, foi cenário de gravação do primeiro DVD do grupo.

### 2015–16:Vivendo de AmoreMelanina na Balada
O CD e DVD, intitulado "Vivendo de Amor (ao vivo)" terá 17 faixas e marca uma nova fase do grupo. Conta com participações especiais de amigos que também são referências para os integrantes do grupo. O projeto tem o selo da gravadora Deckdisc. A produção musical fica por conta de Walmir Borges e supervisão de João Augusto (Deck). O show contou as participações de Mumuzinho, Belo, Xande de Pilares, Di Ferrero, MC Sapão e Mika. Em 18 de abril de 2015, uma foto da integrante Roberta Rodrigues foi postada nas redes sociais do grupo com a notícia: "Roberta Rodrigues tá muito linda nesse DVD, que em maio estará pronto! Aguardem! #DVDVivendoDeAmor". Em 2015, a canção "Deixa Se Envolver" entrou para a trilha sonora vol. 1 do novo folhetim das nove, da Rede Globo, a novela Babilônia. Logo depois, também para a série Chapa Quente junto com a canção "Me Pega". Em 16 de julho de 2015, o grupo publicou, em suas redes oficiais, o teaser de um mini-documentário, que mostrara os momentos descontraídos, antes do show, a viagem, as conversas, as histórias, o backstage do grupo.
Em março de 2016, foi anunciado nas redes sociais do grupo sobre o breve lançamento de uma nova música com a participação do cantor pernambucano Well. E o aviso de lançamento da segunda parte da "Tour #VivendoDeAmor". Além de estarem em processo de gravação. No mês seguinte, o grupo iniciou a divulgação de pequenas amostras do primeiro 'single' do futuro trabalho, a canção "Vai Que Cola" (com participação de Matheus & Kauan); e em 1º de julho de 2016 lançara o EP "Melanina na Balada – Remixes". Em junho, o grupo foi finalista do "27° Prêmio da Música Brasileira - Ano Gonzaguinha", na categoria "Canção Popular/ Grupo", por Vivendo de Amor (ao vivo). E concorre a três categorias da 1ª fase do Prêmio Multishow. Em 20 de julho de 2016, o integrante Luiz Otavio concedeu uma entrevista para a "Televisão Central da China", a CCTV (China Central Television), sobre a carreira do grupo. Uma foto de Luiz Otavio junto à equipe da CCTV, no alto do Vidigal, foi postada nas redes sociais do grupo com a legenda "Muito gratos em saber que #MelaninaCarioca encontra-se disponível nas plataformas de playlist da China, expandindo os horizontes".

### 2017–2020:Nuvem, reformulação e hiato
Em 2 de junho de 2017, o grupo lançou seu segundo EP de trabalho, intitulado, "Nuvem", com seis faixas. A canção Nuvem foi lançada como primeiro single, seguido por Linda Flor, como segundo single. No segundo semestre daquele ano quatro membros deixaram o grupo: David dos Santos, Marcello Melo, Roberta Santiago, Roberta Rodrigues – que havia se tornado mãe e precisava de mais tempo para a vida pessoal. Em novembro o grupo lança seu novo single, "Linda Flor", em homenagem à filha da ex-integrante Roberta Rodrigues. Em fevereiro de 2018 JB e Jonathan Azevedo também deixam o grupo e são anunciados como novos integrantes Arnaldo Junior, Carol Morena e Phellipe Haagensen, iniciando a "Tour Eletroacústico". Em agosto é a vez de Luiz Otavio deixar o grupo, também.
Em 9 de novembro de 2018 o grupo lança o novo single "Adrenalina". 14 de janeiro de 2020, o grupo entra em hiato.

### 2021–2024: Retorno, turnê eMelanina Sunset
Em dezembro de 2021, após quase dois anos de hiato, o grupo retomou as atividades com o início da "Tour 2022". Com a saída de Jonathan Haagensen e Carol Morena, o integrante Arnaldo Junior seguiu com novos membros: Heverton Castro, Juliana Lopes, Rafaela Rodrigues e Simone Brown. No final de 2022, o grupo gravara seu quarto material ao vivo, o "Melanina Sunset", no Alto do Vidigal, no Rio de Janeiro.

### 2024–presente: Nova formação e nova turnê
Em setembro de 2024, o Melanina Carioca entra em uma nova fase, passando a ter o cantor Rodriguinho como produtor e anunciando uma nova formação, composta por Lucas Pizane, Raquele Cardozo, Wic Tavares, Voz Martin e Ananda. A nova fase do grupo se iniciou com uma nova turnê e os lançamentos do single "Melanina" e da regravação do hit "Deixa Se Envolver".

## Discografia
Álbuns

### Estúdio
| Título     | Detalhes                                                                                          |
| ---------- | ------------------------------------------------------------------------------------------------- |
| #VemDançar | - Lançamento: 16 de dezembro de 2014 - Formato: Download digital, streaming - Gravadora: Deckdisc |

### Extended play(EP)
| Título                | Detalhes                                                                                          |
| --------------------- | ------------------------------------------------------------------------------------------------- |
| Nuvem                 | - Lançamento: 2 de junho de 2017 - Formato: EP, download digital, streaming - Gravadora: Deckdisc |
| Melanina Carioca 2022 | - Lançamento: 23 de junho de 2022 - Formato: EP, Download digital, streaming - Gravadora: WFA     |

### Remixes
| Título                       | Detalhes                                                                                                |
| ---------------------------- | --- |
| Melanina na Balada – Remixes | - Lançamento: 1 de julho de 2016 - Formato: EP remix, download digital, streaming - Gravadora: Deckdisc |

### Ao vivo
| Título                     | Detalhes                                                                                               |
| -------------------------- | --- |
| Melanina Carioca Ao Vivo   | - Disponibilizado: 1 de agosto de 2013 - Formato: Download digital demo - Gravadora: Independente      |
| Melanina Carioca Tour 2014 | - Disponibilizado: 13 de novembro de 2014 - Formato: CD demo - Gravadora: Independente                 |
| Vivendo de Amor (ao vivo)  | - Lançamento: 9 de junho de 2015 - Formato: CD, DVD, download digital, streaming - Gravadora: Deckdisc |

### Singles
Como artista principal
| Título                                 | Ano  | Álbum / EP                 |
| -------------------------------------- | ---- | -------------------------- |
| "Deixa Se Envolver"                    | 2011 | Melanina Carioca Ao Vivo   |
| "Pros Amigos"                          | 2013 | Melanina Carioca Tour 2014 |
| "Deixa Se Envolver" (relançamento)     | 2014 | #VemDançar                 |
| "Vem Dançar"                           | 2014 | #VemDançar                 |
| "Volta" (part. Belo)                   | 2014 | #VemDançar                 |
| "Me Pega" (part. MC Sapão)             | 2014 | Vivendo de Amor            |
| "Cor da Pele" (part. Xande de Pilares) | 2015 | Vivendo de Amor            |
| "Deixa Rolar"                          | 2015 | Vivendo de Amor            |
| "Vai Que Cola" (part. Matheus & Kauan) | 2016 | Adicionado à nenhum álbum  |
| "Nuvem"                                | 2017 | Nuvem                      |
| "Linda Flor"                           | 2017 | Nuvem                      |
| "Jóia Rara" (part. Gaab)               | 2018 | Adicionado à nenhum álbum  |
| "Adrenalina"                           | 2018 | Adicionado à nenhum álbum  |
| "Quiero Te Amar" (com Rodriguinho)     | 2022 | Melanina Sunset            |

Como artista convidado
| Título                                                     | Ano  | Álbum                     |
| ---------------------------------------------------------- | ---- | ------------------------- |
| "É do Brasil" (MC Vanin e MC Zoião part. Melanina Carioca) | 2014 | Adicionado à nenhum álbum |

### Outras aparições
| Título                        | Ano  | Outro(s) artista(s) | Álbum                |
| ----------------------------- | ---- | ------------------- | -------------------- |
| "Menina Má"                   | 2014 | MC Nego do Borel    | Da Lama à Ostentação |
| "Nega da Boreli (Interlúdio)" | 2014 | MC Nego do Borel    | Da Lama à Ostentação |
| "Calçada Vira Passarela"      | 2016 | Samba Aí            | Samba Aí Ao Vivo     |
| "Quero Ver Você Dançar        | 2016 | Sandra de Sá        | Lado B               |

## Turnês
- Turnê Melanina na Estrada (2009–14)
- Turnê #VemDançar (2014–15)
- Turnê Vivendo de Amor (2015–18)[21]
- Tour Eletroacústico (2018–19)
- Tour 2022 (2021-22)
- Carnaval Melanina 2023 (2023)
- Turnê:23/24 (2023-atual)

## Prêmios e indicações
| Ano  | Prêmio                      | Categoria                        | Resultado |
| ---- | --------------------------- | -------------------------------- | --------- |
| 2015 | Meus Prêmios Nick           | Revelação Musical                | Indicado  |
| 2016 | Prêmio da Música Brasileira | Canção Popular/ Grupo            | Indicado  |
| 2019 | Troféu Dia de Mandela       | Ações sociais e igualdade racial | Venceu    |